# Campionato mondiale di scherma 1987
Il Campionato mondiale di scherma del 1987 si è svolto a Losanna in Svizzera. Le competizioni sono iniziate il 16 luglio e sono terminate il 26 luglio 1987.
Sono stati assegnati 2 titoli femminili e 6 titoli maschili:
- femminile
  - fioretto individuale
  - fioretto a squadre
- maschile
  - fioretto individuale
  - fioretto a squadre
  - sciabola individuale
  - sciabola a squadre
  - spada individuale
  - spada a squadre

## Risultati

### Uomini
| Evento                          | Oro                                                                                      | Argento                                                                                 | Bronzo                                                                            |
| Spada                           |                                                                                          |                                                                                         |                                                                                   |
| Spada individuale (dettagli)    | Volker Fischer                                                                           | Andrej Šuvalov                                                                          | Wilfredo Loyola                                                                   |
| Spada a squadre (dettagli)      | Unione Sovietica Vladimir Rezničenko Serhij Kravčuk Andrej Šuvalov Michail Tiško         | Germania Ovest Alexander Pusch Elmar Borrmann Volker Fischer Thomas Gerull Arnd Schmitt | Francia Philippe Riboud Philippe Boisse Éric Srecki Jean-Michel Henry             |
| Fioretto                        |                                                                                          |                                                                                         |                                                                                   |
| Fioretto individuale (dettagli) | Matthias Gey                                                                             | Matthias Behr                                                                           | Federico Cervi                                                                    |
| Fioretto a squadre (dettagli)   | Germania Ovest Matthias Gey Matthias Behr Thorsten Weidner Ulrich Schreck Klaus Reichert | Francia Philippe Omnès Youssef Hocine Patrick Groc Patrice Lhotellier                   | Ungheria Zsolt Érsek István Busa Róbert Gátai István Szelei                       |
| Sciabola                        |                                                                                          |                                                                                         |                                                                                   |
| Sciabola individuale (dettagli) | Jean-François Lamour                                                                     | György Nébald                                                                           | Robert Kościelniakowski                                                           |
| Sciabola a squadre (dettagli)   | Unione Sovietica Andrej Alšan Heorhij Pohosov Sergej Mindirgasov Sergej Korjaškin        | Bulgaria Hristo Etropolski Vasil Etropolski Georgi Čomakov Nikolaj Mateev               | Francia Jean-François Lamour Philippe Delrieu Pierre Guichot Hervé Granger-Veyron |

### Donne
| Evento                          | Oro                                                                                    | Argento                                                                                    | Bronzo                                                                                             |
| Fioretto                        |                                                                                        |                                                                                            | |
| Fioretto individuale (dettagli) | Elisabeta Tufan                                                                        | Zita-Eva Funkenhauser                                                                      | Luan Jujie                                                                                         |
| Fioretto a squadre (dettagli)   | Ungheria Zsuzsanna Jánosi Edit Kovács Gertrúd Stefanek Katalin Tuschák Zsuzsanna Szőcs | Romania Elisabetta Tufan Zsofia Lazăr-Szabo Claudia Grigorescu Georgeta Beca Rozalia Husti | Italia Margherita Zalaffi Annapia Gandolfi Giovanna Trillini Dorina Vaccaroni Francesca Bortolozzi |

## Medagliere
| Posizione | Nazione          |   |   |   | Totale |
| --------- | ---------------- | - | - | - | ------ |
| 1         | Germania Ovest   | 3 | 3 | 0 | 6      |
| 2         | Unione Sovietica | 2 | 1 | 0 | 3      |
| 3         | Francia          | 1 | 1 | 2 | 4      |
| 4         | Ungheria         | 1 | 1 | 1 | 3      |
| 5         | Romania          | 1 | 1 | 0 | 2      |
| 6         | Bulgaria         | 0 | 1 | 0 | 1      |
| 7         | Italia           | 0 | 0 | 2 | 2      |
| 8         | Cina             | 0 | 0 | 1 | 1      |
| 8         | Cuba             | 0 | 0 | 1 | 1      |
| 8         | Polonia          | 0 | 0 | 1 | 1      |
| Totale    | Totale           | 8 | 8 | 8 | 24     |